# Virus (How About Now)
"Virus (How About Now)" là một bài hát bởi DJ và nhà sản xuất thu âm người Hà Lan Martin Garrix. Nó được phát hành là tải kỹ thuật số vào ngày 13 tháng 10 năm 2014 trên Beatport và vào ngày 27 tháng 10 năm 2014 trên iTunes. Bài hát được viết bởi Martin Garrix, Niclas Lundin, Leon Paul Palmen, MOTi và Jenny Wahlström, cũng thanh nhạc cho bài hát.

## Video âm nhạc
Video âm nhạc của "Virus (How About Now)" đã được phát hành trên YouTube vào ngày 13 tháng 10 năm 2014 và có tổng thời lượng là 3 phút 19 giây.

## Bảng xếp hạng

### Bảng xếp hạng hàng tuần
| Bảng xếp hạng (2014)                            | Vị trí cao nhất |
| ----------------------------------------------- | --------------- |
| Bỉ (Ultratop 50 Flanders)                       | 34              |
| Bỉ Dance (Ultratop Flanders)                    | 9               |
| Bỉ (Ultratip Wallonia)                          | 2               |
| Bỉ Dance (Ultratop Wallonia)                    | 10              |
| Pháp (SNEP)                                     | 50              |
| Trường songid là BẮT BUỘC CHO BẢNG XẾP HẠNG ĐỨC | 94              |
| Hà Lan (Dutch Top 40)                           | 26              |
| Hà Lan (Single Top 100)                         | 27              |

## Lịch sử phát hành
| Khu vực | Ngày                 | Định dạng       | Hãng đĩa |
| ------- | -------------------- | --------------- | -------- |
| Hà Lan  | 27 tháng 10 năm 2014 | Tải kỹ thuật số | Spinnin' |